# Hay un traidor en la T.I.A.
Hay un traidor en la T.I.A. es una historieta del autor español Francisco Ibáñez publicada en 1983, perteneciente a su serie Mortadelo y Filemón. 

## Trayectoria editorial
La historieta se publicó por primera vez en 1983 de forma serializada en la revista Súper Mortadelo números 145 a 180. Más tarde se recopiló en el número 89 de la Colección Olé.

## Sinopsis
Los planes que desarrolla la T.I.A. para proteger a altos cargos se van al garete y siempre fallan, el enemigo siempre los conoce. El Súper manda a Mortadelo y Filemón investigar a todos los agentes de la T.I.A pues piensa que hay un traidor. Así, Mortadelo y Filemón comienzan una disimulada y larga investigación de todos los agentes. Los equívocos se suceden al sospechar de todos los miembros de la organización: el profesor Bacterio, Ofelia, el Súper e incluso Mortadelo y Filemón llegan a sospechar el uno del otro. Finalmente se rinden y piden al Súper información acerca de cómo se hacen llegar los mensajes. Resulta que el Súper le grita los planes secretos al enlace a través de la ventana, por lo que todos los espías se enteran de sus planes con antelación, enfadando al dúo, quienes deciden castigar la incompetencia del Súper atandolo a una noria de agua poniendole al Súper un gorro de burro en su cabeza y un Cactus que le pincha por detrás.

## En otros medios
- Ha sido adaptado al completo en el episodio de la serie de televisión sobre los personajes.[2]